# 哥伦布 (北达科他州)
哥伦布（英語：Columbus），是美国北达科他州下属的一座城市。根据2010年美国人口普查，该市有人口133人。